# Sankt Nikolaj Kirke (Harbin)
 For alternative betydninger, se Sankt Nikolaj Kirke. (Se også artikler, som begynder med Sankt Nikolaj Kirke)
Sankt Nikolaj kirke (russisk Свято-Николаевский собор) var en russisk ortodoks stavkirke i Harbin i det nordlige Kina, der blev revet ned af rødgardister 23.-24. august 1966.
Kirken blev opført i årene 1899-1900 og var beliggende på Cathedral Square, nu Hongbo Square, i den russiske del af Harbin på det højeste punkt i byen. Kirken var et af de vigtigste symboler på det russiske Harbin. Kirken blev ophøjet til katedral i 1908.
I 2007 blev kirken genopført som Sankt Nikolaj Kunstmuseum ved floden Ash (Ashikhe) udenfor Harbin.